# Istanbul Europa Race
L'Istanbul Europa Race est une épreuve nautique à la voile, en équipage, avec trois étapes exclusivement en Europe. Cette épreuve se dispute sur des monocoques 60 pieds IMOCA. La première édition de la course s’est élancée d’Istanbul le 29 août 2009 et a été remportée à Brest par l'équipage de Michel Desjoyeaux sur Foncia. 
La seconde édition prévue en mai-juin 2012 a été annulée en raison du faible nombre de participants inscrits et remplacée l'Europa Warm UP, partie cette fois de Barcelone pour rejoindre, en deux étapes, La Rochelle,.

## Édition 2009 - Istanbul Europa Race
L'édition 2009 était constituée de 3 étapes :
- Istanbul ( Turquie) - Nice ( France) (1 450 milles)
- Nice ( France) - Barcelone ( Espagne) (520 milles)
- Barcelone ( Espagne) - Brest ( France) (1 900 milles)

| Place | Nom du bateau        | Nom du skipper     | Temps de course       | Points |
| ----- | -------------------- | ------------------ | --------------------- | ------ |
| 1     | Foncia               | Michel Desjoyeaux  | 17 j 05 h 47 min 16 s | 16     |
| 2     | Groupe Bel           | Kito De Pavant     | 17 j 15 h 30 min 55 s | 13     |
| 3     | 1876                 | Guillermo Altadill | 17 j 21 h 03 min 59 s | 10     |
| 4     | Veolia Environnement | Roland Jourdain    | 17 j 23 h 32 min 39 s | 10     |
| 5     | Paprec-Virbac 2      | Jean-Pierre Dick   | 17 j 21 h 17 min 08 s | 9      |
| 6     | DNCS                 | Marc Thiercelin    | 19 j 17 h 37 min 56 s | 2      |

## Édition 2012 - Europa Warm'Up
- Victoire le 3 juin 2012 de Vincent Riou devant François Gabart et Armel Le Cléac'h[3].